# Mona Ozouf

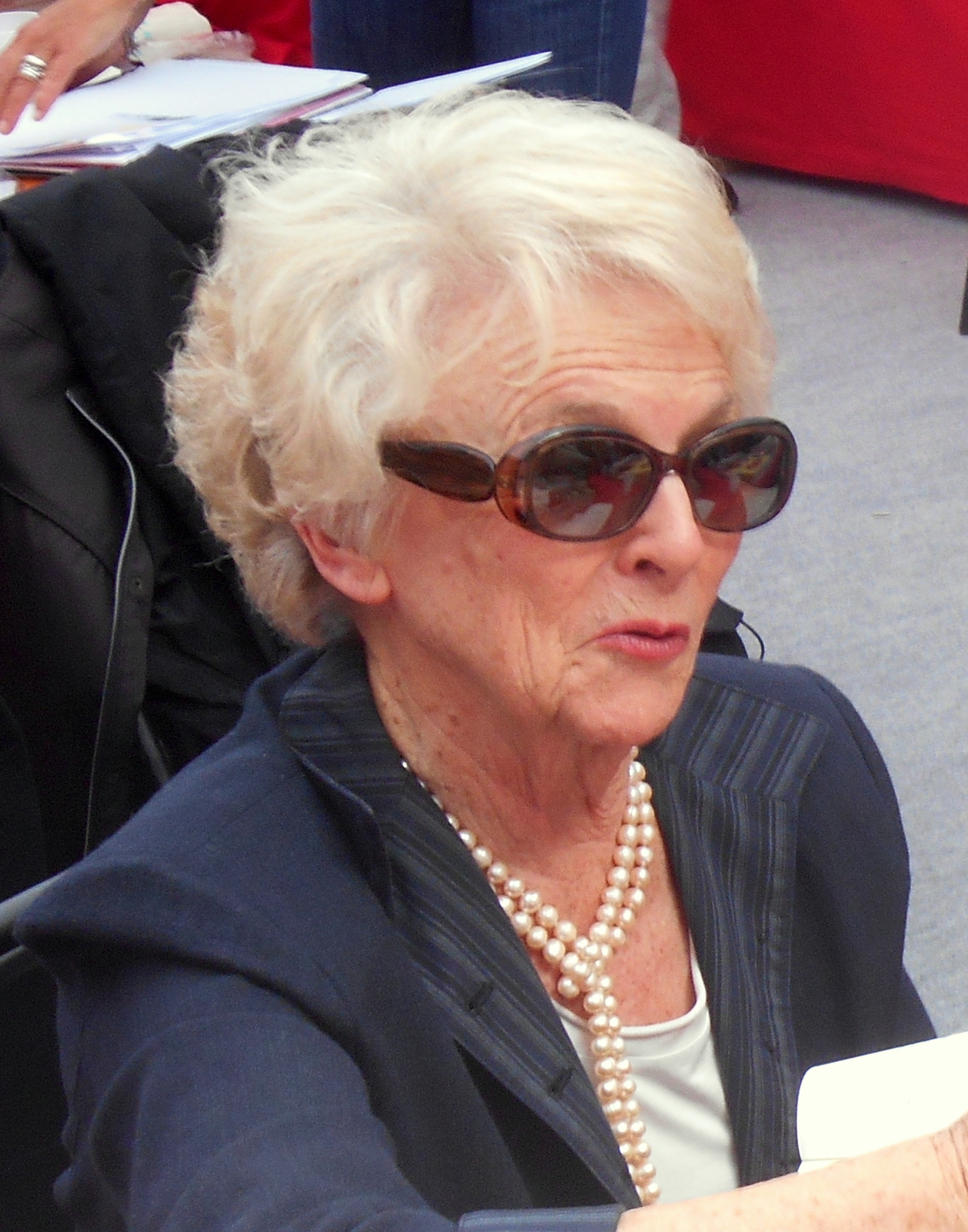
Mona Ozouf (2014)

Mona Ozouf (* 24. Februar 1931 in Plourivo, Département Côtes-d’Armor oder Lannilis, Département Finistère, beide in der Bretagne) ist eine französische Historikerin und Schriftstellerin.

## Werdegang
Mona Ozouf stammt aus einer bretonischen Familie: ihre Eltern sind Yann Sohier und Anne Le Den. In Paris absolvierte Ozouf die École normale supérieure. Nach dem Zweiten Weltkrieg bis zum Ungarischen Volksaufstand im Jahr 1956 war sie Mitglied der Kommunistischen Partei Frankreichs.
Ihr Ehemann Jacques Ozouf (Heirat 1955) vermittelte die Kooperation mit den Historikern Denis Richet, Emmanuel Le Roy Ladurie und François Furet. Seit 1964 schreibt sie für die Wochenzeitung Nouvel Observateur. Als Historikerin ist Mona Ozouf tätig am Centre national de la recherche scientifique (CNRS). Ihr Hauptforschungsgebiet ist die Französische Revolution.

## Auszeichnungen
- Großkreuz der Ehrenlegion
- Prix Montaigne 2002.
- Prix mondial Cino Del Duca 2007

## Veröffentlichungen (Auswahl)
- L’École, l’Église et la République 1871–1914. Paris, Armand Colin, 1962.
- La Fête révolutionnaire, 1789–1799. Paris, Gallimard, 1976.
- Dictionnaire critique de la Révolution française. (Mit François Furet), Paris, Flammarion, 1988.
- Dictionnaire critique de la Révolution française. Institutions et créations. (Mit François Furet), Paris, Flammarion, 1993.
- Dictionnaire critique de la Révolution française. Evénements. (Mit François Furet), Paris, Flammarion, 1993.
- Dictionnaire critique de la Révolution française. Acteurs. (Mit François Furet), Paris, Flammarion, 1993.
- Les Mots des femmes. Essai sur la singularité française. Paris, Fayard, 1995.
- Das Pantheon. Freiheit, Gleichheit, Brüderlichkeit. Zwei französische Gedächtnisorte. Aus dem Französischen von Hans Hill. Wagenbach, Berlin 1996 ISBN 3-8031-5156-2
- La Muse démocratique, Henry James ou les pouvoirs du roman. Paris, Calmann-Lévy, 1998.
- Varennes. La mort de la royauté, 21 juin 1791. Paris, Gallimard, 2005.
- Composition française. Retour sur une enfance bretonne. Paris, Gallimard, 2009.